# Pressy-sous-Dondin
Pressy-sous-Dondin é uma comuna francesa na região administrativa de Borgonha-Franco-Condado, no departamento Saône-et-Loire. Estende-se por uma área de 12 km². Em 2010 a comuna tinha 104 habitantes (densidade: 8,7 hab./km²).